# Panoplosaurus
Panoplosaurus ("Väl bepansrad ödla") var en växtätande dinosaurie (Ankylosauria) som levde i Alberta (Kanada) och Montana (USA) i slutet av kritaperioden. Den dateras ha levt för cirka 76-71 milj. år sedan, och var samtida med sin släkting Edmontonia (vissa forskare har trott att Edmontonia och Panoplosaurus är samma djur), samt dinosaurier som Albertosaurus, Struthiomimus, Dromaeosaurus och Parasaurolophus. Panoplosaurus är ännu bara känd från två skelett.

## Beskrivning avPanoplosaurus
Panoplosaurus var ett fyrbent djur. Den mätte 5 - 7 meter från nos till svans, blev 2 meter hög, och vägde 2 - 3 ton. Huvudet var litet, brett, något hästliknande och med kraftigt skalltak. Längs hela ryggen löpte pansar som skyddade mot angripare. Som alla andra nodosaurider saknade Panoplosaurus benklubba på svansen.

## Taxonomi
Panoplosaurus tillhörde infraordningen ankylosaurier, och familjen nodosaurider. Den var som ovan nämnt släkt med Edmontonia, och även med Animantarx, som kan vara en slags föregångare till Panoplosaurus.